# Bandiera della Guadalupa

La bandiera locale della Guadalupa.

L'unica bandiera ufficiale della Guadalupa è la bandiera della Francia, essendo Guadalupa una regione e un dipartimento d'oltremare francese.
In qualità di regione francese Guadalupa è dotata di una propria bandiera che raffigura un quadrato azzurro e verde sormontato dal disegno di un sole e di un uccello stilizzato. Sotto questo logo è posta la scritta REGION GUADELOUPE sottolineata in giallo.
Sull'isola è però utilizzata una bandiera non ufficiale, che gli abitanti sentono come propria. Tale bandiera rappresenta lo scudo di Pointe-à-Pitre, una delle città principali di Guadalupa. Essa consiste in un panno di colore nero (con una variante rossa) al cui centro si staglia un sole dorato con 30 raggi, dietro il quale si intravede una canna da zucchero verde. La parte superiore del drappo è ricoperta da una banda orizzontale blu contenente tre gigli dorati posti a uguale distanza l'uno dall'altro.
Il movimento indipendentista Union Populaire pour la Liberation de Guadeloupe (UPLG) ha recentemente proposto l'adozione di una bandiera molto simile a quella del Suriname.

## Galleria d'immagini

Bandiera locale non ufficiale
Bandiera locale non ufficiale (variante rossa)
Bandiera proposta dalla UPLG